# Schismatogobius fuligimentus
Schismatogobius fuligimentus е вид лъчеперка от семейство Попчеви (Gobiidae).

## Разпространение
Видът е разпространен в Нова Каледония.